# 陳瑞華 (科學家)
陳瑞華（英語：Ruey-Hwa Chen），台灣生物化學家，專長研究領域為訊息傳遞、癌生物學、細胞生物學。曾任職中央研究院生物化學研究所副所長。現為中央研究院生物化學研究所特聘研究員。

## 生平
陳瑞華高中就讀臺北市立第一女子高級中學，大學畢業於國立臺灣大學農業化學系，後取得生化科學研究所碩士，並於1991年取得美國密西根州立大學生化系博士學位。
返台後，陳瑞華於1996年起擔任國立臺灣大學醫學院分子醫學研究所副教授，並於2003年升等教授。2011年轉入中央研究院生物化學研究所，期間曾任職生物化學研究所副所長，並於2012年任特聘研究員至今。另於2015年在中國醫藥大學癌症生物學研究所兼任講座教授，並於2019年接任中華民國細胞及分子生物學學會第15屆理事長。
現為國立台灣大學生化科學研究所、分子醫學研究所合聘教授（2006年至今），以及中央研究院生物化學研究所特聘研究員（2012年至今）。
2016年獲得第九屆台灣傑出女科學家傑出獎

## 學術成就
陳瑞華專長於訊息傳遞與蛋白轉譯後修飾，其中以抑癌蛋白DAPK的抑癌機制、KLHL20組成之泛素轉接以及蛋白質非典型泛素化功能為癌症醫學重要研究成果，為癌症醫療領域及心血管疾病等應用中帶來突破性研究。
2011年陳瑞華與研究團隊發現KLHL20蛋白中的泛素化（ubiquitination）作用中降解抑癌蛋白PML的機制，此研究讓小分子蛋白藥物的開發中獲得更進一步的結果。
2021年，陳瑞華與研究團隊在細胞自嗜中內清除老舊廢物、脂肪吞噬的功能中，發現透過UBE3C的泛素與特定蛋白酶TRBID去泛素酶，可以調控細胞自噬因子，間接降低人體內的肝脂肪。計畫帶領團隊研發相關藥物，進而有效防止肝癌等相關疾病。
除了癌症醫學與心血管疾病相關研究，陳瑞華亦於基礎細胞生物學及神經科學領域有所鑽研。除了於國內臨床應用及醫藥科技有所貢獻，亦發表相關研究著作與學術論文於國際論文網站，並受邀擔任癌症領域數個國際期刊編輯。

## 家庭
陳瑞華就讀研究所結識丈夫周玉山，後共同前往密西根州立大學就讀博士班。周玉山博士現任職中央研究院生物醫學科學研究所特聘研究員。